# Anthony Spalinger
Anthony J. Spalinger ist ein US-amerikanischer Ägyptologe und Professor an der Faculty of Arts der University of Auckland.
Spalinger studierte am Queens College in New York City sowie an der Yale University, bevor er an letzterer auch promoviert wurde. 1975–1979 und 1980–1981 war er als Dozent in Yale tätig. Forschungsaufenthalte führten ihn nach Hamburg, Prag, Basel, Los Angeles und Louvain-la-Neuve.  
Forschungsschwerpunkt Spalingers sind die antiken zwischenstaatlichen Beziehungen im östlichen Mittelmeerraum, insbesondere Kriege in Ägypten und dem Nahen Osten sowie ägyptische Astronomie.

## Monographien
- Aspects of the Military Documents of the Ancient Egyptians (= Yale Near Eastern Researches. 9). Yale University Press, New Haven CT u. a. 1982, ISBN 0-300-02381-2.
- als Herausgeber: Revolutions in time. Studies in ancient Egyptian calendrics (= Varia Aegyptiaca. Supplement. 6). Van Siclen, San Antonio TX 1994, ISBN 0-933175-36-1.
- The private feast lists of ancient Egypt (= Ägyptologische Abhandlungen. 57). Harrassowitz, Wiesbaden 1996, ISBN 3-447-03873-X.
- The Transformation of an Ancient Egyptian Narrative. P. Sallier III and the battle of Kadesh (= Göttinger Orientforschungen. Reihe 4: Ägypten. 40). Harrassowitz, Wiesbaden 2002, ISBN 3-447-04355-5.
- War in Ancient Egypt. The New Kingdom. Blackwell, Malden MA u. a. 2005, ISBN 1-4051-1371-5.
- Five Views on Egypt (= Lingua Aegyptia. Studia monographica. 6, ISSN 0946-8641). Seminar für Ägyptologie und Koptologie, Göttingen 2006.
- The Great Dedicatory Inscription of Ramesses II. A Solar-Osirian Tractate at Abydos (= Culture and History of the ancient Near East. 33). Brill, Leiden u. a. 2009, ISBN 978-90-04-17030-8.
- Icons of Power. A Strategy of Reinterpretation. Charles University – Faculty of Arts, Prag 2011, ISBN 978-80-7308-379-3.